# Gum 29
Gum 29 (nota anche come RCW 49) è una grande nebulosa a emissione visibile nella costellazione australe della Carena.
Si osserva nella parte nordoccidentale della costellazione, vicino al confine con le Vele e a breve distanza angolare dall'ammasso aperto NGC 3293; è situata sul bordo più occidentale della brillante regione dell'Arco della Carena, sul Braccio del Sagittario e appare come una nebulosa di discrete dimensioni e ben fotografabile attraverso un telescopio. La sua declinazione è fortemente australe e ciò comporta che dalle regioni boreali la sua osservazione sia possibile solo a partire dalle regioni temperate più meridionali; dall'emisfero australe invece è osservabile per quasi tutte le notti dell'anno e risulta persino circumpolare dalle latitudini temperate. Il periodo migliore per la sua osservazione nel cielo serale è compreso fra i mesi di febbraio e giugno.
Si tratta di un'importante regione H II di notevole estensione, oggetto di studio in quanto contiene al suo interno il giovane e brillantissimo ammasso aperto Westerlund 2, composto da alcune stelle particolarmente calde e luminose, come la stella blu MSP 183, e contenente due brillanti stelle di Wolf-Rayet, WR 20a e WR 20b. Questa grande regione nebulosa si trova sul bordo esterno del Braccio del Sagittario a una distanza di almeno 4200-4700 parsec (13700-15300 anni luce), sebbene alcune stime la indichino come ancora più distante, fino a 8000 parsec, venendosi così a trovare in una regione della Via Lattea piuttosto remota. Tramite le osservazioni condotte ai raggi X, all'interno di Gum 29 sono state individuate 468 sorgenti, 379 delle quali mostrano delle controparti a più lunghezze d'onda, come nel vicino e medio infrarosso e in alcuni casi anche nella luce visibile; alla grande popolazione di stelle massicce di classe spettrale O e B, aggregate nell'ammasso Westerlund 2, si aggiungono numerose stelle giovani di piccola e media massa, che comprendono una grande popolazione di stelle T Tauri con massa fino a 2,7 M⊙. La formazione stellare risulta ancora molto attiva, come è testimoniato dalla presenza di alcuni maser, di cui uno OH, due ad acqua e uno al metanolo. In diversi punti della nebulosa si osservano strutture filamentose formate da gas ionizzato e neutro e polveri, spesso disposti a formare strutture colonnari e piccoli addensamenti; ciò è stato interpretato come un indizio del fatto che nella regione di Gum 29 la quantità di polveri è relativamente bassa. Alcune strutture nebulose presentano una forma a bow shock, come nel caso delle due sorgenti IRAS catalogate come IRAS 10205-5729 e IRAS 10227-5730.